# Taebla (Landgemeinde)
Taebla (deutsch: Taibel) ist eine ehemalige Landgemeinde im estnischen Kreis Lääne mit einer Fläche von 141 km². Sie hatte 2739 Einwohner (Stand: 1. Januar 2006).
Taebla lag 14 km von Haapsalu und 86 km von Tallinn entfernt.
Die unberührten Landschaften mit Wäldern, Mooren und Quellen waren für Naturtouristen interessant. Besonders sehenswert war in Kadarpiku das ehemalige Haus des nationalromantischen Malers Ants Laikmaa (1866–1942), das als Museum über sein Leben und Werk diente.

## Dörfer
Neben dem Hauptort Taebla (Taebla alevik) gehörten zur Landgemeinde die Dörfer Allikmaa, Kadarpiku, Kirimäe, Koela, Kedre, Luigu, Nigula, Nihka, Leediküla, Palivere, Pälli, Tagavere, Turvalepa, Väänla, Vidruka und Võntküla. 2013 erfolgte der Zusammenschluss mit Oru und Risti zur Landgemeinde Lääne-Nigula.